# 김진훈
김진훈(金鎭薰, 1991년 2월 16일 ~ )은 대한민국의 바둑 기사이다. 부인 김혜림도 프로 바둑 기사이다.

## 약력
7세 때 부친으로부터 바둑을 접한 후 초등학교 4학년 때인 11세부터 본격적으로 바둑공부를 시작했다. 2007년 제8회 지역연구생 입단대회를 통해 입단했다. 2012년 3단을 거쳐 2014년 6월에 4단으로 승단하였다. 2011년 천원전 본선과 GS칼텍스 본선, 2012년 제8기 십단전 본선에 올랐으며, 2013년 제18기 박카스배 천원전 본선16강에 진출했다. 2019년 5단으로 승단했다.